# Anicuns (kommun)
Anicuns är en kommun i Brasilien.   Den ligger i delstaten Goiás, i den centrala delen av landet, 230 km väster om huvudstaden Brasília. Antalet invånare är 20 272.
Följande samhällen finns i Anicuns:
- Anicuns

Omgivningarna runt Anicuns är huvudsakligen savann. Runt Anicuns är det ganska glesbefolkat, med 22 invånare per kvadratkilometer.